# Atlético Colegiales
Club Atlético Colegiales ist ein paraguayischer Fußballverein aus Asunción. Der Verein trägt seine Heimspiele im Estadio Luciano Zacarías aus, das Platz für 4500 Zuschauer bietet.

## Geschichte
Der Club Atlético Colegiales, meist auch nur unter dem Namen Atlético Colegiales oder Colegiales bekannt, wurde am 7. Januar 1977 in Asunción, der Hauptstadt Paraguays, von der Familie Zacarías gegründet. Diese reiche Familie nannte den Verein Colegiales, zu deutsch Studenten. Ein Mitglied der Zacarías, Juan Desiderio Zacarías, arbeitete 21 Jahre lang als Trainer für Atlético Colegiales und schaffte mit dem Verein unter anderem 1982 den erstmaligen Sprung in die Primera División, die höchste Fußballliga in Paraguay. Dort konnte man sich etablieren und erreichte in der Saison 1990 durch den Gewinn des paraguayischen Pokalwettbewerbs die Qualifikation für die Copa Libertadores 1991. Dort schlug sich Atlético Colegiales respektabel und beendete die Gruppenphase auf dem ersten Platz vor Ligakonkurrent Club Cerro Porteño sowie den beiden peruanischen Vereinen Universitario de Deportes und Sport Boys. Während gegen Cerro Porteño nur remis gespielt wurde, konnte man gegen die Sport Boys und Universitario de Deportes je einmal gewinnen und unentschieden spielen, wodurch am Ende der erste Rang, punktgleich mit Cerro Porteño, allerdings mit der besseren Tordifferenz, belegt wurde. Dadurch war Atlético Colegiales für das Achtelfinale startberechtigt, wo man sich mit dem Club Olimpia, seinerseits als Titelverteidiger in dieser Runde gesetzt, messen musste und mit 1:1 und 1:2 den Kürzen zog. Der Club Olimpia, ebenfalls aus Paraguay stammend, drang im weiteren Turnierverlauf bis ins Finale vor und unterlag erst dort Colo-Colo aus Chile.
In der Folgezeit dauerte es bis ins Jahr 2000, ehe Atlético Colegiales wieder an der Copa Libertadores teilnahm. Diesmal verlief das Turnier aber weniger erfolgreich für den Verein, man scheiterte bereits in der Gruppenphase als Letzter hinter América de Cali aus Kolumbien, Rosario Central aus Argentinien und Sporting Cristal aus Peru mit nur einem Sieg (2:1 gegen Sporting Cristal) und einem Remis (3:3 gegen Rosario Central) bei vier Niederlagen. Fünf Jahre zuvor war Atlético Colegiales ins Halbfinale der Copa Conmebol, einem Vorgänger der Copa Sudamericana als zweitwichtigstes kontinentales Turnier für Vereinsmannschaften in Südamerika, vorgedrungen, nachdem zuvor The Strongest La Paz aus Bolivien und Institución Atlética Sud América aus Uruguay bezwungen wurden. In der Runde der besten vier Mannschaften unterlag Colegiales dann aber Rosario Central.
Im Ligabetrieb gelang Atlético Colegiales nie der Gewinn der paraguayischen Fußballmeisterschaft. Derzeit spielt man in der zweitklassigen Segunda División, nachdem in der Saison 2008 der Aufstieg aus der dritten Liga gelang.

## Erfolge
- Torneo República: 1× (1990)

- Segunda División: 1× (1982)

- Tercera División: 2× (1979, 2008)

- Teilnahme an der Copa Libertadores: 2×

1991: Achtelfinale
2000: erste Runde
- Teilnahme an der Copa Conmebol: 1×

1995: Halbfinale

## Bekannte Spieler
- Tobie Mimboe, bei zahlreichen Vereinen auf der ganzen Welt unter Vertrag, auch kurz bei Colegiales
- Delio Toledo, begann Karriere bei Colegiales, später unter anderem bei Udinese Calcio, Espanyol Barcelona und Real Saragossa